# Agrilus xis
Agrilus xis – gatunek chrząszcza z rodziny bogatkowatych i podrodziny Agrilinae.
Gatunek ten opisany został w 2019 roku przez Eduarda Jendeka i Wasilija Griebiennikowa na łamach Zootaxa. Jako miejsce typowe wskazano górę Phou Pane w Laosie.
Chrząszcz o prawie równoległobocznym w zarysie ciele długości 4,6–5,3 mm. Wierzch ciała jest jednolicie ubarwiony, wypukły. Głowa wyposażona jest w oczy złożone o średnicy nie mniejszej niż połowa szerokości ciemienia. Ciemię jest gęsto pomarszczone i ma głęboki pośrodkowy wcisk. Czułki mają piłkowanie zaczynające się od czwartego członu, a człony od siódmego do dziesiątego zaopatrzone w szypułki. Przedplecze jest podłużne do kwadratowego, najszersze pośrodku; ma łukowaty i szeroki płat przedni na wysokości przednich kątów, lekko łukowate brzegi boczne i rozwarte kąty tylne. Na powierzchni przedplecza występują wciski pełny środkowy i para płytkich wcisków bocznych. Prehumerus ma formę nitkowatą. Boczne żeberka przedplecza są umiarkowanie zbieżne. Tarczka jest przysadzista. Pokrywy są owłosione z wyjątkiem łysej części wierzchołkowej i mają osobno wyokrąglone wierzchołki. Przedpiersie ma płytko, szeroko i łukowato wykrojoną odsiebną krawędź płata oraz płaski wyrostek międzybiodrowy o prawie równoległych bokach. Wyrostek międzybiodrowy zapiersia jest płaski. Odwłok ma niezmodyfikowany wciskami pierwszy z widocznych sternitów (wentryt) oraz łukowatą wierzchołkową krawędź pygidium. Genitalia samca cechują się symetrycznym i spłaszczonym edeagusem.
Owad orientalny, endemiczny dla Laosu, znany tylko z prowincji Houaphan.